# Cristina Stahl
Cristina Stahl (ur. 9 kwietnia 1978 w Bukareszcie) – rumuńska florecistka, czterokrotna medalistka mistrzostw świata. 
Podczas mistrzostw świata w Lizbonie w 2002 roku Rumunki w składzie: Laura Badea-Cârlescu, Roxana Scarlat, Cristina Stahl i Zsofia Lazăr-Szabo zdobyły brązowy medal w turnieju drużynowym. W tej samej konkurencji zdobyła następnie srebrne medale na mistrzostwach świata w Nowym Jorku (2004) i mistrzostwach świata w Lipsku (2005) oraz brązowy na mistrzostwach świata w Hawanie (2003). 
Wystartowała na igrzyskach olimpijskich w Pekinie w 2008 roku, gdzie w turnieju indywidualnym zajęła osiemnaste miejsce. Był to jej jedyny start olimpijski.
Zdobyła brąz w zawodach drużynowych na mistrzostwach Europy w Koblencji w 2001 roku. W konkurencji tej zdobyła następnie złoto na mistrzostwach Europy w Kopenhadze w 2004 roku i srebro na mistrzostwach Europy w Izmirze w 2006 roku.
Jej matka, Ecaterina Stahl-Iencic, także uprawiała szermierkę